# 앤드리 애거시
안드레 커크 애거시(Andre Kirk Agassi, 1970년 4월 29일~)는 전 세계 랭킹 1위였던 미국의 은퇴한 프로 테니스 선수이다. 1986년 16살의 나이로 프로에 데뷔하여 21년 동안 그랜드 슬램 단식 타이틀을 모두 여덟 번, 올림픽 테니스 남자 단식 금메달 1개를 따냈다. 
2006년 9월 3일 US 오픈 남자 단식 3회전에서 당시 세계 랭킹 112위였던 독일의 베냐민 베커와의 경기를 마지막으로 21년 동안의 선수 생활을 끝내고 은퇴했다.

## 생애
애거시는 미국 라스베이거스에서 이매뉴얼 "마이크" 애거시와 일리자베스 "베티" 애거시 부부의 아들로 태어났다. 그의 아버지는 아르메니아 및 아시리아계의 혈통을 가진 이란인으로, 미국으로 이민 오기 전 1948년 하계 올림픽에서 이란의 복싱 국가대표선수로 출전하기도 했었다. 애거시의 어머니 베티는 과거 유방암 투병 전력이 있었다. 전해지는 바에 따르면 마이크 애거시는 안드레 애거시의 경기에 망치를 갖고와 안드레가 실점할 때마다 펜스를 망치로 때려대는 다소 괴팍한 성격의 소유자였다고 알려져있다. 때로는 경기 진행자에게 소리를 친 적도 있으며 이 때문에 강제 퇴장 당한 경력이 한 번 이상 있다.
안드레 애거시는 13세 때 플로리다에 있는 닉 볼리티에리 테니스 아카데미로 보내졌다. 아버지의 경제적 형편이 넉넉치 못했던 탓에 애초에는 8주만 다닐 계획이었으나, 아카데미 원장인 볼리티에리는 안드레의 랠리를 10분간 지켜본 후 마이크 애거시에게 안드레는 무료로 아카데미를 다니게 해줄 것을 약속했다. 여태껏 봤던 어떤 선수보다도 타고난 재능을 가진 아이라는 것이었다.
안드레 애거시는 16세 때 프로로 데뷔했다. 처음으로 출전한 캘리포니아 라퀸타에서 열린 대회에서, 존 오스틴을 6-4, 6-2로 꺾으면서 프로 데뷔 첫 경기를 승리로 장식했지만 그 다음 경기에서 마츠 빌란데르에게 6-1, 6-1로 패했다. 그해 연말 애거시의 세계 랭킹은 91위였다.

## 기록
다음의 기록들은 모두 오픈 시대에 달성한 것들이다.
| 그랜드 슬램                                 | 연도                     | 기록 내용          | 타이 기록 |
| 윔블던 US 오픈 호주 오픈 올림픽 프랑스 오픈 | 1992 1994 1995 1996 1999 | 커리어 골든 슬램   | 라파엘 나달 |
| 윔블던 US 오픈 호주 오픈 프랑스 오픈        | 1992 1994 1995 1999      | 커리어 그랜드 슬램 | 로드 레이버 로저 페더러 노박 조코비치                                                                           |
| 호주 오픈                                   | 1995-2003                | 총 4회 우승        | 로저 페더러 노박 조코비치                                                                                       |
| 호주 오픈                                   | 2000-2004                | 26 경기 연승       | 단독 기록 |
| 호주 오픈                                   | 2000-2003                | 4년간 3회 우승     | 로저 페더러 노박 조코비치                                                                                       |
| 호주 오픈                                   | 2000-2001                | 2회 연속 우승      | 켄 로즈월 기예르모 빌라스 요한 크리크 매츠 빌랜더 스테판 에드베리 이반 렌들 짐 쿠리어 로저 페더러 노박 조코비치 |

- 기타 기록
  - ATP 월드 투어 마스터스 1000 (전 ATP 마스터스 시리즈) 최다 우승: 17회
  - 최연로 세계 랭킹 1위: 33년 4개월